# Passiflora adenopoda
 Passiflora adenopoda es una especie herbácea perteneciente a la familia Passifloraceae. Es nativa de América, desde México hasta Perú y Ecuador. Conocida como estococa en Costa Rica.

## Descripción
Se trata de una planta enredadera herbácea. Los tallos son angulosos, estriados e  híspidos. Las estípulas son suborbiculares a reniformes. La lámina foliar es membranosa, híspida con tres a cinco lóbulos, con los márgenes dentados y el ápice agudo. La inflorescencia está reducida a una o dos flores, de color blanco, con el centro púrpura o violeta.

## Ecología
Esta planta sirve de alimento a las larvas de la mariposa Heliconius charithonia.

## Taxonomía
Passiflora adenopoda fue descrita por Augustin Pyrame de Candolle y publicado en Prodromus Systematis Naturalis Regni Vegetabilis 3: 330. 1828.
Etimología
Passiflora: nombre genérico que adoptado por Linneo en 1753 y significa "flor de la pasión" (del latín passio = "pasión" y flos = "flor"), fue otorgado por los misioneros jesuitas en 1610, debido a la similitud de algunas partes de la planta con símbolos religiosos de la Pasión de Cristo, el látigo  con el que fue azotado = zarcillos, los tres clavos = estilos; estambres y la corola radial = la corona de espinas.
adenopoda: epíteto latíno que significa "pies pegajosos (pedículo)"
Sinonimia
- Ceratosepalum micranthum Oerst.
- Ceratosepalum parviflorum Mast.
- Dysosmia acerifolia (Schltdl. & Cham.) M.Roem.
- Passiflora acerifolia Schltdl. & Cham.
- Passiflora aspera Sessé & Moc.
- Passiflora ceratosepala Mast.
- Passiflora scabra Sessé & Moc.[6]